# Џон Фогерти
Џон Камерон Фогерти (енгл. John Cameron Fogerty; Беркли, 28. мај 1945) амерички је рок музичар, певач, композитор и текстописац. Најпознатији је по чланству у групи Creedence Clearwater Revival, која је постојала од 1967. до 1972. године, и коју су чинили, поред Џона (који је био главни вокал и гитариста), његов брат Том Фогерти, на ритам гитари, Сту Кук на бас-гитари и Даг Клифорд на бубњевима. Џон Фогерти је био аутор већине песама групе, укључујући евергринове попут Proud Mary (Тина Тарнер је снимила своју верзију ове песме 1971. године), Have You Ever Seen the Rain?, Green River, Fortunate Son, Who'll Stop the Rain и друге. Такође, Фогерти је урадио и сопствене аранжмане за песме Suzie Q и I Put a Spell On You, и снимио их са Криденсима.
Џонов живот свакако је обележио и турбулентан распад Криденса 1972. године, и низ тужби и суђења по питању ауторства у наредним деценијама. Горак укус неправде коју су му наносиле бивше колеге из бенда, као и издвавачка кућа Fantasy Records, довешће до тога да ће Џон одбијати да свира своје песме које је снимио с Криденсима, чак 25 година после разлаза групе.
Примљен је у Рокенрол кућу славних 1993. године, као члан Криденса, заједно са Куком и Клифордом (Том Фогерти је преминуо 1990. године). Најавио их је Брус Спрингстин, са којим је Џон касније и одсвирао неколико песама, одбивши да свира са бившим колегама из бенда.